# Sklodowskit
Sklodowskit (auch Chinkolobwit) ist ein selten vorkommendes Mineral aus der Mineralklasse der „Silikate und Germanate“ mit der chemischen Zusammensetzung Mg[UO2|SiO3OH]2·6H2O und damit chemisch gesehen ein wasserhaltiges Magnesium-Uranyl-Silikat mit zusätzlichen Hydroxidionen. Strukturell gehört Sklodowskit zu den Inselsilikaten.
Sklodowskit kristallisiert im monoklinen Kristallsystem und entwickelt meist nach der b-Achse [010] gestreckte, nadelige Kristalle bis etwa vier Millimeter Größe, kommt aber auch in Form von parallel- bis radialstrahligen Mineral-Aggregaten sowie samtartigen, seidig schimmernden Krusten oder erdig-massigen Formen vor. Die durchsichtigen bis durchscheinenden Kristalle sind von hellgelber bis grünlichgelber Farbe und zeigen auf den Oberflächen einen glas- bis diamantähnlichen Glanz.

## Etymologie und Geschichte

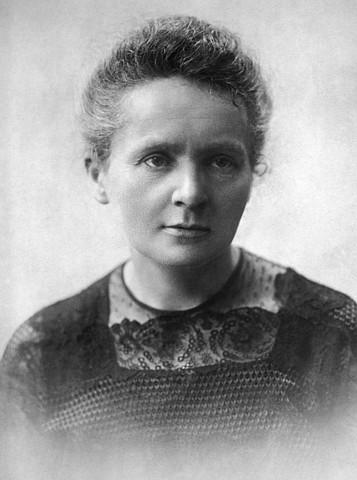
Namensgeberin Marie Skłodowska Curie 1922

Sklodowskit wurde erstmals im Jahre 1924 von Alfred Schoep an einer Mineralprobe aus der Shinkolobwe Mine, einem Uran- und Cobalt-Bergwerk in der Provinz Haut-Katanga aus der Demokratischen Republik Kongo, beschrieben, das zur Zeit der Entdeckung noch als Belgisch Kongo bekannt war.
Schoep benannte das Mineral zu Ehren von Marie Curie, die ihren Mädchennamen Skłodowska nach ihrer Heirat mit Pierre Curie weiterhin im Namen führte. Der polnische Buchstabe „ł“ wurde jedoch durch den lateinischen Buchstaben „l“ transkribiert. Kurze Zeit später veröffentlichte Schoep eine weitere Untersuchung über das von ihm neu entdeckte Mineral und beschrieb dessen Ähnlichkeiten mit Uranotil (Uranophan). Seine Analyse ergab, dass der Sklodowskit als „Magnesium-Uranophan“ beziehungsweise der Uranophan als „Calcium-Sklodowskit“ betrachtet werden kann. Die heute bekannten unterschiedlichen Kristallmodifikationen des Uranophans lassen diese Aussage jedoch nur noch in Hinblick auf den Chemismus gerechtfertigt erscheinen.
Ein Aufbewahrungsort für das Typmaterial von Sklodowskit ist nicht bekannt.

## Klassifikation
In der veralteten 8. Auflage der Mineralsystematik nach Strunz gehörte der Sklodowskit zur Mineralklasse der „Silikate und Germanate“ und dort zur Abteilung der „Neso-Subsilikate“ (Familie der Uranyl-Silikate), wo er zusammen mit Boltwoodit, Cuprosklodowskit, Kasolit, Uranophan und Parauranophan (Uranophan-β) die „Uranophan-(β-Uranophan)-Gruppe“ mit der System-Nr. VIII/A’.14 bildete.
Im Lapis-Mineralienverzeichnis nach Stefan Weiß, das sich aus Rücksicht auf private Sammler und institutionelle Sammlungen noch nach dieser alten Form der Systematik von Karl Hugo Strunz richtet, erhielt das Mineral die System- und Mineral-Nr. VIII/B.34-010. In der „Lapis-Systematik“ entspricht dies der Abteilung „Inselsilikate mit tetraederfremden Anionen“, wobei in den Gruppen VIII/B.34 bis 38 die Uranyl-Inselsilikate mit [UO2]2+-[SiO4]4− und Verwandte einsortiert sind. Sklodowskit bildet hier zusammen mit Boltwoodit, Cuprosklodowskit, Kasolit, Natroboltwoodit, Oursinit, Uranophan und Parauranophan eine eigenständige, aber unbenannte Gruppe (Stand 2018).
Die von der International Mineralogical Association (IMA) zuletzt 2009 aktualisierte 9. Auflage der Strunz’schen Mineralsystematik ordnet den Sklodowskit ebenfalls in die Abteilung der „Inselsilikate (Nesosilikate)“ ein. Diese ist allerdings weiter unterteilt nach der möglichen Anwesenheit zusätzlicher Anionen und der Koordination der beteiligten Kationen oder den in der Verbindung vorherrschenden Anionenkomplexen, so dass das Mineral entsprechend seiner Zusammensetzung in der Unterabteilung „Uranyl-Insel- und Polysilikate“ (U : Si = 1 : 1) zu finden ist, wo es zusammen mit Cuprosklodowskit die „Sklodowskit-Cuprosklodowskit-Gruppe“ mit der System-Nr. 9.AK.10 und dem weiteren Mitglied Oursinit bildet.
Auch die vorwiegend im englischen Sprachraum gebräuchliche Systematik der Minerale nach Dana ordnet den Sklodowskit in die Klasse der „Silikate und Germanate“ und dort in die Abteilung der „Inselsilikate: SiO4-Gruppen und andere Anionen komplexer Kationen“ ein. Hier ist er zusammen mit Boltwoodit, Kasolit, Natroboltwoodit, Oursinit, Cuprosklodowskit, Swamboit-(Nd), Uranophan und Parauranophan in der „Uranophangruppe“ mit der System-Nr. 53.03.01 innerhalb der Unterabteilung „Inselsilikate: SiO4-Gruppen und andere Anionen komplexer Kationen mit (UO2)“ zu finden.

## Kristallstruktur

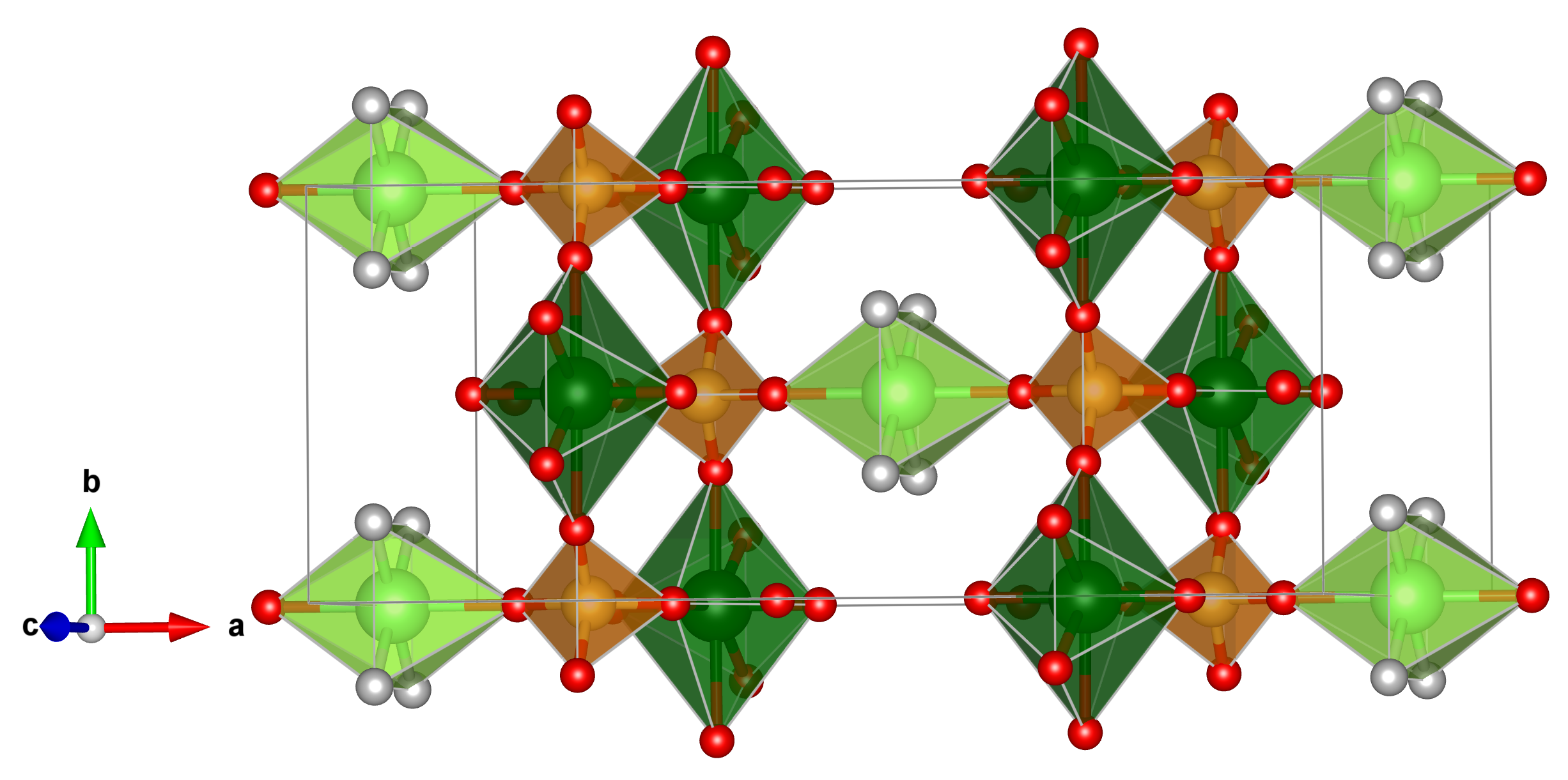
Elementarzelle von Sklodowskit
green U
red O
1. 7FFF00 Mg
2. F0E68C Si
3. DCDCDC H_{2}O

Sklodowskit kristallisiert in der monoklinen Raumgruppe C2/m (Raumgruppen-Nr. 12) mit den Gitterparametern a = 17,382 Å; b = 7,047 Å; c = 6,610 Å mit α = 90,00° β = 105,90° und γ = 90,00° sowie zwei Formeleinheiten pro Elementarzelle.
Die Kristallstruktur von Sklodowskit zeigt Uranyl-Silikat-Schichten, die untereinander durch Magnesium-Ionen verbunden werden. Das Mg2+-Ion koordiniert dabei zwei gegenüberliegende SiO4-Tetraeder (∠(Si-O-Mg) = 146,18°, ∠(O-Mg-O) = 180°) und bildet durch die Koordination von vier Kristallwassermolekülen einen oktaedrischen Koordinationspolyeder aus. Das Uranyl-Ion weist eine pentagonal-bipyramidale Koordinationsumgebung auf, wobei die fünf äquatorialen Sauerstoffatome von vier unterschiedlichen Silikatgruppen stammen.
Von den vier Silikat-Sauerstoffatomen koordiniert das erste zum Magnesiumatom, das zweite koordiniert einfach zu einer Uranyleinheit und das dritte und vierte koordinieren drei weitere Uranyl-Einheiten so, dass eine Uranyleinheit doppelt, also jeweils einmal vom dritten und einmal vom vierten Silikat-Sauerstoffatom koordiniert wird.

## Eigenschaften

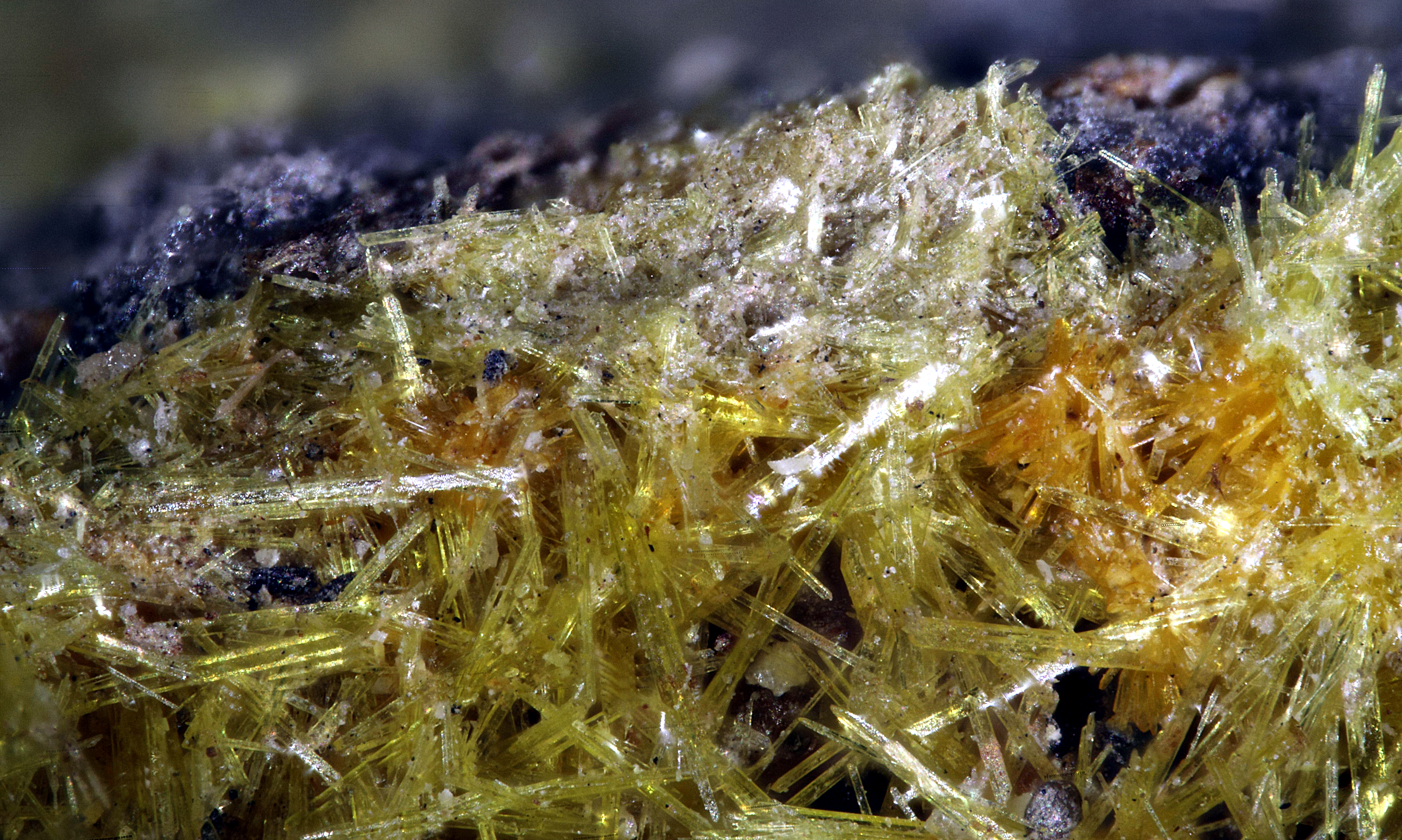
Sklodowskit aus der Nabarlek-Uran-Mine, Alligator Rivers Region, Northern Territory, Australien (Bildbreite: 5,8 mm)

Das Mineral ist durch seinen Urangehalt von bis zu 55,4 % radioaktiv. Unter Berücksichtigung der Mengenanteile der radioaktiven Elemente in der idealisierten Summenformel sowie der Folgezerfälle der natürlichen Zerfallsreihen wird für das Mineral eine spezifische Aktivität von etwa 99,2 kBq/g angegeben (zum Vergleich: natürliches Kalium 0,0312 kBq/g). Der zitierte Wert kann je nach Mineralgehalt und Zusammensetzung der Stufen deutlich abweichen, auch sind selektive An- oder Abreicherungen der radioaktiven Zerfallsprodukte möglich und ändern die Aktivität.

## Bildung und Fundorte

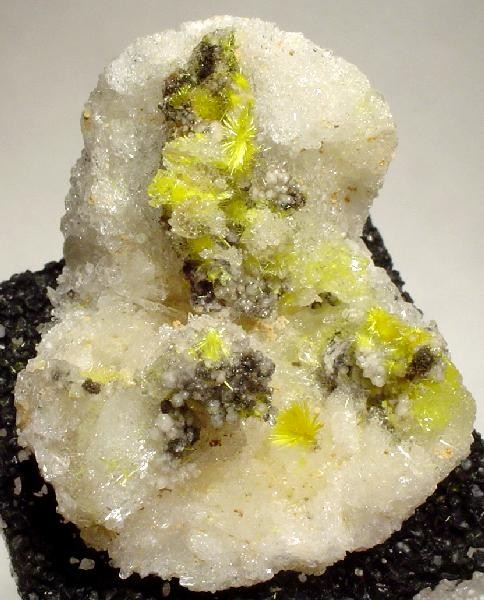
Nadelige, radialstrahlige gelbe Kristalle von Sklodowskit auf farblosem Quarz aus der Animas Mine in Chihuahua, Mexiko

Sklodowskit kommt in der Verwitterungszone primärer Uranerze vor. Er bildet sich in silikatreichen Zonen nach der Bildung von Oxid- und Hydroxidmineralen, aber vor der Kristallisation von Phosphaten. Als Begleitminerale treten unter anderem Curit, Kasolit, Metazeunerit, Nováčekit, Soddyit, Uranophan, Parauranophan, Torbernit und, sehr selten, Gauthierit auf. 
Als seltene Mineralbildung konnte Sklodowskit nur an wenigen Orten nachgewiesen werden, wobei weltweit bisher rund 60 Fundstellen dokumentiert sind. Neben seiner Typlokalität, der Shinkolobwe Mine, trat Sklodowskit in der Demokratischen Republik Kongo noch am Swambo Hill und der Luiswishi Mine in der Provinz Haut-Katanga sowie in der Uran-Kupfer-Lagerstätte Kalongwe etwa 60 km südwestlich von Kolwezi, im Tagebau Kamoto Ost, in der Kasompi Mine und der Musonoi Mine in der Provinz Lualaba auf.
In Deutschland fand sich das Mineral bisher in der Grube Clara bei Oberwolfach und der Grube Krunkelbach bei Menzenschwand in Baden-Württemberg, der Grube Christa bei Großschloppen, der Grube Johannesschacht bei Wölsendorf in Bayern, der Uran-Lagerstätte Bühlskopf bei Ellweiler in Rheinland-Pfalz, der Grube Uranus bei Kleinrückerswalde und bei Tirpersdorf im Vogtlandkreis in Sachsen sowie auf der Absetzer-Halde Lichtenberg bei Ronneburg in Thüringen.
Der bisher einzige bekannte Fundort in der Schweiz ist eine Uranprospektion bei La Creusaz im Kanton Wallis.
Weitere bekannte Fundorte innerhalb von Europa sind unter anderem Příbram in Zentralböhmen, Jáchymov im Okres Karlovy Vary (Bezirk Karlsbad) und Rýžoviště in der Liberecký kraj (Reichenberger Region) in Tschechien, die Gemeinden Pontivy in der Bretagne und Lodève in der Region Okzitanien in Frankreich, die Paliokamariza Minen im Bergbaubezirk Lavrio in der griechischen Region Attika, Kowary (Schmiedeberg im Riesengebirge) in der polnischen Region Niederschlesien, Crucea (Suceava) im rumänischen Kreis Suceava und die Eisengrube Descuido bei Barranco Hondo in der spanischen autonomen Gemeinde Andalusien.
Weltweit fand sich das Mineral unter anderem noch in Ägypten, Australien, Brasilien, Iran, Japan, Kanada, Mexiko, Neuseeland, Tadschikistan, Tschechien und den Vereinigten Staaten von Amerika.

## Vorsichtsmaßnahmen
Aufgrund der Toxizität und der Radioaktivität des Minerals sollten Mineralproben vom Sklodowskit nur in staub- und strahlungsdichten Behältern, vor allem aber niemals in Wohn-, Schlaf- und Arbeitsräumen aufbewahrt werden. Ebenso sollte eine Aufnahme in den Körper (Inkorporation, Ingestion) auf jeden Fall verhindert und zur Sicherheit direkter Körperkontakt vermieden sowie beim Umgang mit dem Mineral Atemschutzmaske und Handschuhe getragen werden.